# Csattanó nádiposzáta
A csattanó nádiposzáta (Iduna natalensis) a verébalakúak (Passeriformes) rendjébe, ezen belül a nádiposzátafélék (Acrocephalidae) családjába tartozó faj.

## Rendszerezése
A fajt Andrew Smith skót zoológus és ornitológus írta le 1847-ben, a Chloropeta nembe Chloropeta natalensis néven.

## Alfajai
- Iduna natalensis batesi (Sharpe, 1905) – Nigériától a Kongói Demokratikus Köztársaságig és nyugat-Dél-Szudánig;
- Iduna natalensis massaica (G. A. Fischer & Reichenow, 1884) – nyugat- és dél-Etiópia, kelet-Dél-Szudán, északkelet-Kongói Demokratikus Köztársaság, Uganda, nyugat- és dél-Kenya, északnyugat- és északkelet-Tanzánia;
- Iduna natalensis major (E. J. O. Hartert, 1904) – Gabontól a Kongói Demokratikus Köztársaságig, Angoláig és észak-Zambiáig;
- Iduna natalensis natalensis (A. Smith, 1847) – dél-Tanzánia, Malawi, dél-Zambia, észak- és kelet-Zimbabwe, északnyugat- és nyugat-Mozambik, kelet-Dél-afrikai Köztársaság, Szváziföld.

## Előfordulása
Afrika Szaharától délre eső területein honos. Természetes élőhelyei a szubtrópusi és trópusi síkvidéki esőerdők, elárasztott gyepek és cserjések, lápok és mocsarak környéke, valamint vidéki kertek. Állandó, nem vonuló faj.

## Megjelenése
Testhossza 13 centiméter, testtömege 10-15 gramm.
|  |

## Életmódja
Rovarokkal táplálkozik. Az esős évszakban költ.

## Természetvédelmi helyzete
Az elterjedési területe rendkívül nagy, egyedszáma pedig stabil. A Természetvédelmi Világszövetség Vörös listáján nem fenyegetett fajként szerepel.